# Пжибігнєв-Удо (князь ободритів)
Пжибігнєв-Удо або Прибігнєв (*д/н —1028) — верховний князь ободритів у 1019—1028 роках.

## Життєпис
Походив з династії Наконідів. Син Мстислава, верховного князя ободритів. Про молоді роки відсутні відомості. Ймовірно після нового підкорення ободритів Мстислав дозволив хрестити свого сина Пжибігнєва, який отримав ім'я Удо або Уто на честь Лотаря Удо I, маркграфа Північної марки.
Після смерті батька наприкінці 1018 або напочатку 1019 року вимушений був боротися за верховну владу в Ободрицькому союзі. В цьому отримав підтримку Саксонії та Данії, що дозволило Пжибігнєву-Удо швидко здолати супротивників.
Під час свого володарювання постійно стикався з пробами племінної знаті здобути самостійність. Деякі дослідники вважають, що плем'я вагрів стало незалежним й вийшло з Ободрицького союзу. Водночас верховний князь дотримувався гарних стосунків з Бернґардом II, герцогом Саксонії та архієпископами Бремена-Гамбурга. Разом з тим хроніст Адам Бременський називає Удо поганим християнином.
Ймовірно Пжибігнєв-Удо намагався маневрувати між необхідність проводити християнізацію ободритів (під тиском німецьким володарів) та сильною традицією поган. Водночас робив спроби відновити свою владу над усіма племенами союзу. Зрештою за невідомих обставин Удо було вбито у 1028 році. Можливо це була змова знаті, в результаті чого владу захопив Ратибор.

## Родина
Дружина — данська принцеса
- Годеслав, верховний князь у 1043—1066 роках
- донька (ім'я невідоме)